# Traufblech
Das Traufblech (auch Scharblech, Einlaufblech) ist ein gefalzter Blechstreifen an der Traufe vom Dach. Es bildet den Übergang von Unterdach, Unterdeckung oder Unterspannung.
In einigen Fällen bildet es auch nur eine Tropfkante zum Schutz der Vordachschalung, ohne dass es dabei bis in die Dachrinne ragt.
Es kann die Aufgabe des Rinneneinlaufbleches oder des Tropfbleches erfüllen.
Traufblech wird im Wesentlichen in vier Materialien angeboten:
- Stahlblech, feuerverzinkt
- Kupfer
- Aluminium
- Titanzink

Die unterschiedlichen Materialien haben keinen Einfluss auf die Funktionalität des entsprechenden Traufblechs. Der wesentliche Unterschied besteht lediglich in der Reaktion der Materialien auf den Regen, Stichwort „Oxidation“.